# Lacchini (cratère)
Pour les articles homonymes, voir Lacchini.
Lacchini est un cratère lunaire situé sur la face cachée de la Lune. Il se trouve à l'ouest du cratère Bragg, au nord-ouest de l'immense cratère Lorentz (en) et à l'est du grand cratère Landau (en). 
La bordure extérieure du cratère Lacchini est à peu près circulaire, avec des renflements extérieurs au sud et à l'est. Le bord est tranchant et n'est pas significativement érodé.
En 1970, l'Union astronomique internationale a donné le nom de l'astronome italien Giovanni Lacchini à ce cratère lunaire.